# Що не так з секретарем Кім
Що не так з секретарем Кім? (кор. 김비서가 왜 그럴까), інші назва: Що коїться, помічнице Кім? — південнокорейський телесеріал 2018 року, показувався на телеканалі «tvN» щосереди та четверга о 21:30 з 6 червня по 26 липня 2018 року. У головних ролях Пак Со Джун та Пак Мін Йон.

## Сюжет
Сюжет обертається навколо амбітного віцеголови великої корпорації Лі Йон Джуна та його високоздатної секретарки Кім Мі Со. Непорозуміння виникають, коли вона оголошує, що піде у відставку з посади, пропрацювавши у Лі Йон Джуна протягом дев'яти років. Йон Джун зробить все, що тільки може, щоб Мі Со залишилась біля нього.

## У ролях
- Пак Со Джун — Лі Йон Джун / Лі Сун Хьон
- Пак Мін Йон — Кім Ми Со

## Нагороди
| Рік  | Нагорода                      | Категорія                                           | Отримувач     | Результат | Примітки    |
| ---- | ----------------------------- | --------------------------------------------------- | ------------- | --------- | ----------- |
| 2018 | 11-та Премія корейської драми | Нагорода за майстерність (актор)                    | Хван Чхан Сон | Перемога  | [ 4 ] [ 5 ] |
| 2018 | 11-та Премія корейської драми | Зірка корейської хвилі                              | Хван Чхан Сон | Перемога  | [ 4 ] [ 5 ] |
| 2018 | 11-та Премія корейської драми | Популярний персонаж (жінки)                         | Пхьо Йо Джін  | Перемога  | [ 4 ] [ 5 ] |
| 2018 | 6-та Премія «Зірок МААТР»     | Нагорода за високу майстерність (актор мінісеріалу) | Пак Со Джун   | Перемога  | [ 6 ] [ 7 ] |
| 2018 | 6-та Премія «Зірок МААТР»     | Премія К-зірка (акторки)                            | Пак Мін Йон   | Перемога  | [ 6 ] [ 7 ] |
| 2019 | 14-та Щорічна Премія Soompi   | Краща акторка року                                  | Пак Мін Йон   | Перемога  | [ 8 ]       |